# هیرومی اوشیما
هیرومی اوشیما (انگلیسی: Hiromi Oshima؛ زادهٔ ۶ ژانویهٔ ۱۹۸۰) یک هنرپیشه، و مانکن (فرد) اهل ژاپن است.